# Durée de Liapounov
En mathématiques, la durée de Liapounov (parfois appelé horizon de Liapounov) est la durée caractéristique sur laquelle un système dynamique est chaotique. Elle porte le nom du mathématicien russe Alexandre Liapounov.
En physique, où les mesures ont une précision limitée et les lois de la mécanique quantique sont probabilistes, la durée de Liapounov est indicative du temps au-delà duquel toute prédiction précise d'un système dynamique donné devient impossible, appelé aussi horizon prédictif.

## Utilisation
La durée de Liapounov reflète les limites de la prévisibilité d'un système. Par convention, elle est définie comme la durée sur laquelle la distance entre des trajectoires voisines du système augmentent d'un facteur e.
Bien qu'elle soit utilisée dans beaucoup d'applications de la théorie des systèmes dynamiques, elle a été particulièrement utilisée dans la mécanique céleste où elle est importante pour l'étude de la stabilité du Système solaire. Cependant, l'évaluation empirique de la durée de Liapounov est souvent associée aux incertitudes informatiques ou inhérentes,.

## Exemples
Des valeurs typiques sont:
| Système                                 | Durée de Liapounov    |
| --------------------------------------- | --------------------- |
| Système solaire                         | 50 millions d'années  |
| Orbite de Pluton                        | 20 millions d'années  |
| Obliquité de Mars                       | 1-5 millions d'années |
| Orbite de (36) Atalante                 | 4000 ans              |
| Rotation de Hypérion                    | 36 jours              |
| Oscillations chimiques chaotiques       | 5,4 minutes           |
| Oscillations chaotiques hydrodynamiques | 2 secondes            |
| 1 cm3 d'argon à température ambiante    | 3,7×10−11 secondes    |
| 1 cm3 d'argon au point triple           | 3,7×10−16 secondes    |